# انجمن منتقدان فیلم تگزاس شمالی
انجمن منتقدان فیلم تگزاس شمالی (انگلیسی: North Texas Film Critics Association)، متشکل از 14 خبرنگار پخش، چاپی و آنلاین از سراسر منطقه شمال تگزاس است.